# Rainer Benthin
Rainer Benthin (* 1961) ist ein deutscher Politikwissenschaftler und Publizist.

## Leben
Benthin studierte Politikwissenschaft, Germanistik, Philosophie und Erziehungswissenschaft an der Philipps-Universität Marburg, der Universität Wien und der Universität Hamburg (M.A.). Er wurde 2003 bei Joachim Raschke in Hamburg mit der Dissertation Auf dem Weg in die Mitte. Öffentlichkeitsstrategien der Neuen Rechten zum Dr. phil. promoviert und war wissenschaftlicher Mitarbeiter am Lehrstuhl für Arbeits-, Industrie- und Wirtschaftssoziologie von Klaus Dörre am Institut für Soziologie der Friedrich-Schiller-Universität Jena. Außerdem war er wissenschaftlicher Leiter des Projekts ZAP – Zukunft der Arbeit und Personalentwicklungsstrategien.
2007 wurde er Referent im Bundesministerium für Umwelt, Naturschutz und Reaktorsicherheit (Referat ZG III 2). Benthin ist darüber hinaus wissenschaftlicher Projektleiter der Kooperationsstelle Wissenschaft und Arbeitswelt (KOWA-MV) an der Fachhochschule Stralsund. Er ist publizistisch (u. a. für die Zeitschriften Berliner Republik, Vorgänge und Der Betriebswirt) zu den Gebieten Personalmanagement, politische Bildung und Rechtsradikalismus tätig.

## Schriften (Auswahl)

### Monografien
- Die Neue Rechte in Deutschland und ihr Einfluss auf den politischen Diskurs der Gegenwart. Lang, Frankfurt am Main 1996, ISBN 3-631-30017-4.
- Auf dem Weg in die Mitte. Öffentlichkeitsstrategien der Neuen Rechten (= Campus Forschung, Band 875). Campus, Frankfurt am Main 2004, ISBN 3-593-37620-2.
- mit Ralf Hamm: Rahmenbedingungen für eine nachhaltige Personal- und Qualifizierungspolitik angesichts von Abwanderung und Überalterung am Beispiel der Werftindustrie in Vorpommern (= OBS-Arbeitshefte, AH 40). Otto-Brenner-Stiftung, Frankfurt am Main 2005.

### Herausgeberschaften
- mit Ulrich Brinkmann: Unternehmenskultur und Mitbestimmung. Betriebliche Integration zwischen Konsens und Konflikt. Campus, Frankfurt am Main 2008, ISBN 978-3-593-38428-3.

### Beiträge in Sammelbänden
- Rechtsradikalismus als soziale Protestbewegung. Umrisse eines erweiterten Analyse- und Erklärungsmodells. In: Gudrun Heinrich, Nikolaus Werz (Hrsg.): Forschungen in Mecklenburg-Vorpommern zu Rechtsradikalismus, Fremdenfeindlichkeit und Gewalt (= Rostocker Informationen zu Politik und Verwaltung, Heft 18). Institut für Politik- und Verwaltungswissenschaft, Rostock 2003, ISBN 3-86009-255-3, S. 9–22.
- (Völkischer) Nationalismus und „natürliche“ Ungleichheit. Themenkarrieren und Öffentlichkeitsstrategien der „Neuen Rechten“ in Deutschland auf ihrem Weg in die „Mitte der Gesellschaft“. In: Forum für Kritische Rechtsextremismusforschung, Herbert-und-Greta-Wehner-Stiftung (Hrsg.): Diffusionen. Der kleine Grenzverkehr zwischen Neuer Rechter, Mitte und Extremen (= Reihe Wehnerwerk, Band 1).  Forum für Kritische Rechtsextremismusforschung, Leipzig 2007, ISBN 978-3-939971-01-6, S. 40–51.
- Angriffe aus der Nische. Die Bedeutung von „1968“ für den Kulturkampf der Neuen Rechten in Deutschland. In: Damir Skenderovic, Christina Späti (Hrsg.): 1968 – Revolution und Gegenrevolution. Neue Linke und neue Rechte in Frankreich, der BRD und der Schweiz (= Itinera, Fasc. 27). Schwabe, Basel 2008, ISBN 978-3-7965-2518-6, S. 81–92.